# Erik Lima
Erik Nascimento de Lima, oder einfach Erik Lima (* 18. Juli 1994 in Nova Repartimento), ist ein brasilianischer Fußballspieler.

## Karriere

### Verein
Erik Lima erlernte das Fußballspielen in der Jugendmannschaft von Goiás EC in Goiânia. Hier unterschrieb er 2013 auch seinen ersten Profivertrag. Bis Ende 2015 spielte er 64-mal für den Club und schoss dabei 22 Tore. 2016 unterschrieb er einen Vertrag bei Palmeiras São Paulo in São Paulo. 2016 wurde er mit Palmeiras Sieger der Campeonato Brasileiro de Futebol. Von Januar 2018 bis August 2018 wurde er an Atlético Mineiro nach Belo Horizonte ausgeliehen. Direkt im Anschluss erfolgte eine Ausleihe nach Rio de Janeiro zu Botafogo FR. Hier absolvierte er bis Juli 2019 20 Spiele und schoss sechs Tore. Im August 2019 wechselte er auf Leihbasis nach Japan. Hier schloss er sich den in der ersten Liga, der J1 League, spielenden Yokohama F. Marinos aus Yokohama an. Am Ende der Saison feierte er mit den Marinos die japanische Fußballmeisterschaft. Nach 41 Erstligaspielen kehrte er Ende 2020 nach der Ausleihe nach Brasilien zurück. Anfang 2021 zog es ihn nach China. Hier unterschrieb er einen Vertrag bei Changchun Yatai. Der Klub aus Changchun, der eine Ablösesumme von 2,50 Millionen Euro zahlte, spielte in der ersten chinesischen Liga, der Chinese Super League. Für Yatai bestritt er 48 Ligaspiele und schoss dabei 15 Tore. Für eine Ablösesumme von 1,86 Millionen Euro wechselte er Anfang 2023 wieder nach Japan. Hier unterzeichnete er einen Vertrag beim Zweitligisten FC Machida Zelvia. Am Ende der Saison 2023 feierte er mit Machida die Zweitligameisterschaft sowie den Aufstieg in die erste Liga. Im März 2025 wechselte er auf Leihbasis nach Kōbe zum Ligakonkurrenten Vissel Kōbe.

### Nationalmannschaft
Erik Lima spielte 2013 einmal für die U-20-Nationalmannschaft. Mit dem Team gewann er das Turnier von Toulon. Zweimal trug er 2015 das Trikot der U-23.

## Erfolge

### Verein
Palmeiras São Paulo
- Campeonato Brasileiro de Futebol: 2016

Yokohama F. Marinos
- Japanischer Meister: 2019

FC Machida Zelvia
- Japanischer Zweitligameister: 2023  ▲

### Nationalmannschaft
- Turnier von Toulon: 2013

## Auszeichnungen
- Campeonato Brasileiro de Futebol

Bester Nachwuchsspieler: 2014